# Nagroda Filmfare dla Najlepszego Aktora Drugoplanowego
Nagroda Filmfare dla Najlepszego Aktora Drugoplanowego – nagroda przyznawana corocznie przez czasopismo "Filmfare" za artystyczne osiągnięcia w indyjskich filmach w języku hindi. Chociaż nagroda jest przyznawana od 1953 roku, tę kategorię wprowadzono rok później. Wielokrotni zwycięzcy to Amrish Puri, Pran, Abhishek Bachchan i Amitabh Bachchan (każdy po 3 nagrody).
Lista nagrodzonych aktorów i filmów, w których grali uhonorowaną nagrodą rolę:
| Rok  | Aktor               | Film                 |
| ---- | ------------------- | -------------------- |
| 2009 | Arjun Rampal        | Rock On!!            |
| 2008 | Irfan Khan          | Life in a... Metro   |
| 2007 | Abhishek Bachchan   | Nigdy nie mów żegnaj |
| 2006 | Abhishek Bachchan   | Sarkar               |
| 2005 | Abhishek Bachchan   | Yuva                 |
| 2004 | Saif Ali Khan       | Gdyby jutra nie było |
| 2003 | Vivek Oberoi        | Company              |
| 2002 | Akshaye Khanna      | Dil Chahta Hai       |
| 2001 | Amitabh Bachchan    | Mohabbatein          |
| 2000 | Anil Kapoor         | Taal                 |
| 1999 | Salman Khan         | Coś się dzieje       |
| 1998 | Amrish Puri         | Virasat              |
| 1997 | Amrish Puri         | Ghatak               |
| 1996 | Jackie Shroff       | Rangeela             |
| 1995 | Jackie Shroff       | 1942: A Love Story   |
| 1994 | Sunny Deol          | Damini               |
| 1993 | Danny Denzongpa     | Khuda Gawah          |
| 1992 | Danny Denzongpa     | Sanam Bewafa         |
| 1991 | Mithun Chakraborty  | Agneepath            |
| 1990 | Nana Patekar        | Parinda              |
| 1989 | Anupam Kher         | Vijay                |
| 1988 | bez nagrody         |                      |
| 1987 | bez nagrody         |                      |
| 1986 | Amrish Puri         | Meri Jung            |
| 1985 | Anil Kapoor         | Mashaal              |
| 1984 | Sadashiv Amrapurkar | Ardh Satya           |
| 1983 | Shammi Kapoor       | Vidhata              |
| 1982 | Amjad Khan          | Yaarana              |
| 1981 | Om Puri             | Aakrosh              |
| 1980 | Amjad Khan          | Dada                 |
| 1979 | Saeed Jaffrey       | Shatranj Ke Khiladi  |
| 1978 | Shreeram Lagoo      | Gharonda             |
| 1977 | Prem Chopra         | Do Anjaane           |
| 1976 | Shashi Kapoor       | Deewaar              |
| 1975 | Vinod Khanna        | Haath Ki Safai       |
| 1974 | Amitabh Bachchan    | Namak Haram          |
| 1973 | Pran                | Be-Imaan             |
| 1972 | Amitabh Bachchan    | Anand                |
| 1971 | Feroz Khan          | Aadmi Aur Insaan     |
| 1970 | Pran                | Aanso Ban Gaye Phool |
| 1969 | Sanjeev Kumar       | Shikar               |
| 1968 | Pran                | Upkaar               |
| 1967 | Ashok Kumar         | Afsana               |
| 1966 | Raj Kumar           | Waqt                 |
| 1965 | Nana Palsikar       | Shehar Aur Sapna     |
| 1964 | Raj Kumar           | Dil Ek Mandir        |
| 1963 | Mehmood             | Dil Tera Deewana     |
| 1962 | Nana Palsikar       | Kanoon               |
| 1961 | Motilal             | Parakh               |
| 1960 | Manmohan Krishna    | Dhool Ka Phool       |
| 1959 | Johnny Walker       | Madhumati            |
| 1958 | Raj Mehra           | Sharada              |
| 1957 | Motilal             | Devdas               |
| 1956 | Abhi Bhattacharya   | Jagriti              |
| 1955 | David Abraham       | Boot Polish          |

## Nominacje do nagrody
| - 2009 - Arjun Rampal - Rock On!! - Abhishek Bachchan - Sarkar Raj - Pratik Babbar - Jaane Tu Ya Jaane Na - Sonu Sood - Jodhaa Akbar - Tushaar Kapoor - Golmaal Returns - Vinay Pathak - Rab Ne Bana Di Jodi | - 2008 - Irfan Khan - Life in a... Metro - Aamir Khan - Taare Zameen Par - Anil Kapoor - Welcome - Mithun Chakraborty - Guru - Shreyas Talpade - Om Shanti Om |